# Lamdan
Lamdan (Hebräisch: למדן) oder Lamden (Jiddisch) ist die Bezeichnung eines jüdischen Kenners der rabbinischen Literatur, der nicht beruflich als Gelehrter arbeitet. Der Begriff kam wohl erst im 18. Jahrhundert auf. Im deutschen Sprachraum gebrauchten Juden meist die Variante Lamden.
Lamdan ist auch ein häufiger jüdischer Nachname, besonders in Israel.